# Ounasvaara
Kompleks skoczni narciarskich Ounasvaara - kompleks 6 skoczni (K90, K64, K36, K25, K15, K6) powstały w 1990 w fińskim mieście Rovaniemi. Z tutejszego Ounasvaaran Hiihtoseura pochodzi Harri Olli.

## Dane o skoczniach

### Ounasvaara K90
- Punkt konstrukcyjny: 90 m
- Wielkość skoczni (HS): 100 m
- Oficjalny rekord skoczni: 103,5 m -  Taku Takeuchi (23.03.2005)
- Długość najazdu: 77 m
- Nachylenie najazdu: 37°
- Długość progu: 6 m
- Nachylenie progu: 10°
- Wysokość progu: 2,7 m
- Nachylenie zeskoku: 34°
- Średnia prędkość na rozbiegu: 86,4 km/h